# Mazda3
De Mazda 3 (in Japan: Axela) is een compacte middenklasser van het Japanse merk Mazda. De auto is de opvolger van de Mazda 323. Eind 2018 is op de Los Angeles Auto Show een compleet nieuwe Mazda3 onthuld. Dit vernieuwde model combineert design met techniek en is gebaseerd op het Kai Concept.

## Vierde generatie (Type BP; 2019-heden)
Eind 2018 lanceerde Mazda de vierde generatie van de Mazda3 tijdens de Los Angeles Auto Show; zowel als hatchback als sedan. De hatchback is gebaseerd op het Kai Concept, dat Mazda in 2017 liet zien. Daarmee borduurt het model voort op het Kodo-design. Motorisch beschikt de nieuwe Mazda3 over de bekende Skyactiv-motoren. Later zal ook de Skyactiv-X-motor zijn intrede doen bij dit model. Bij deze benzinemotor vindt verbranding plaats zonder vonk van een bougie en dit moet de voordelen van een dieselmotor en benzinemotor combineren. Bougies zijn bij Skyactiv-X-motor alleen aanwezig voor de start en bij vollast.

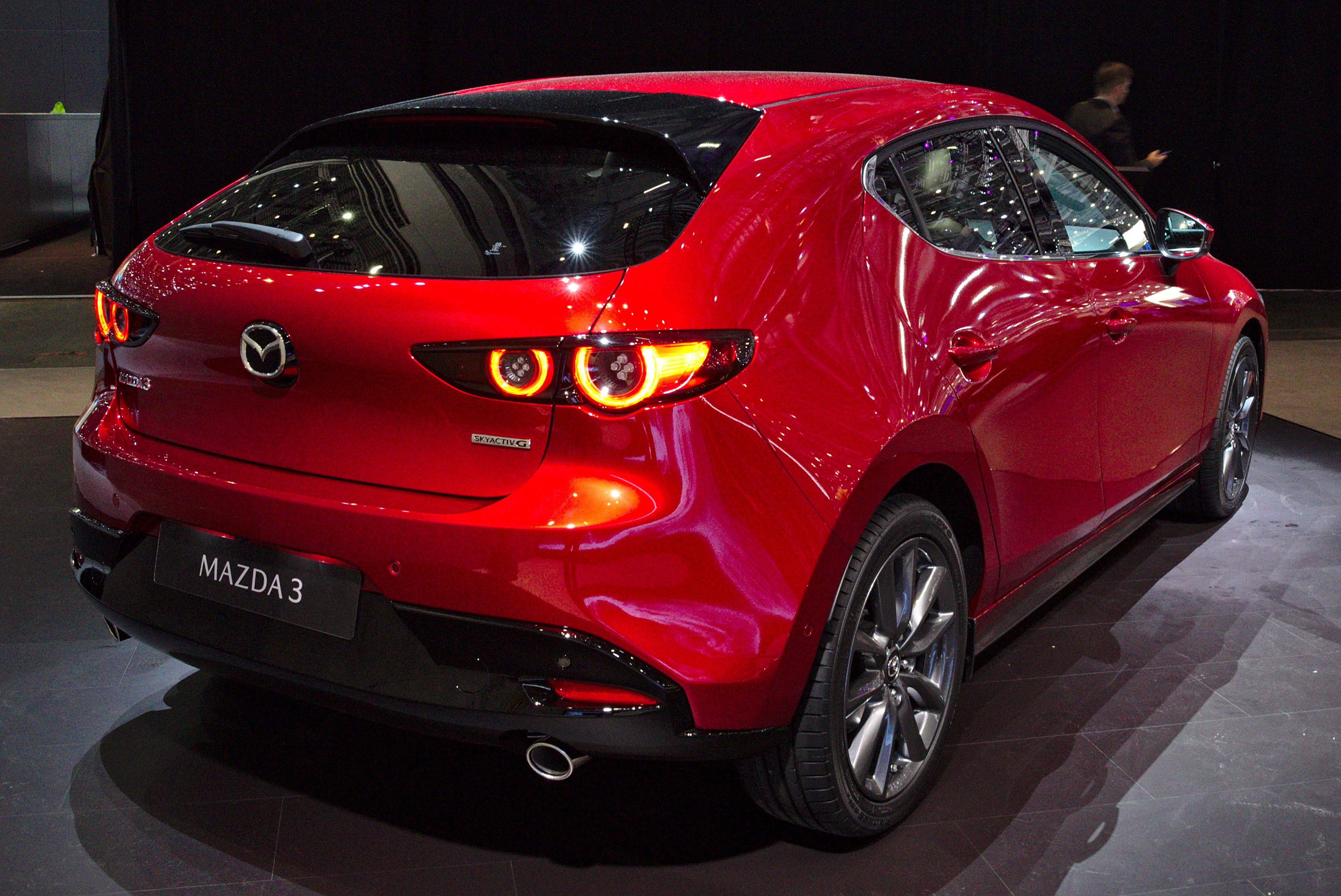
Achteraanzicht hatchback
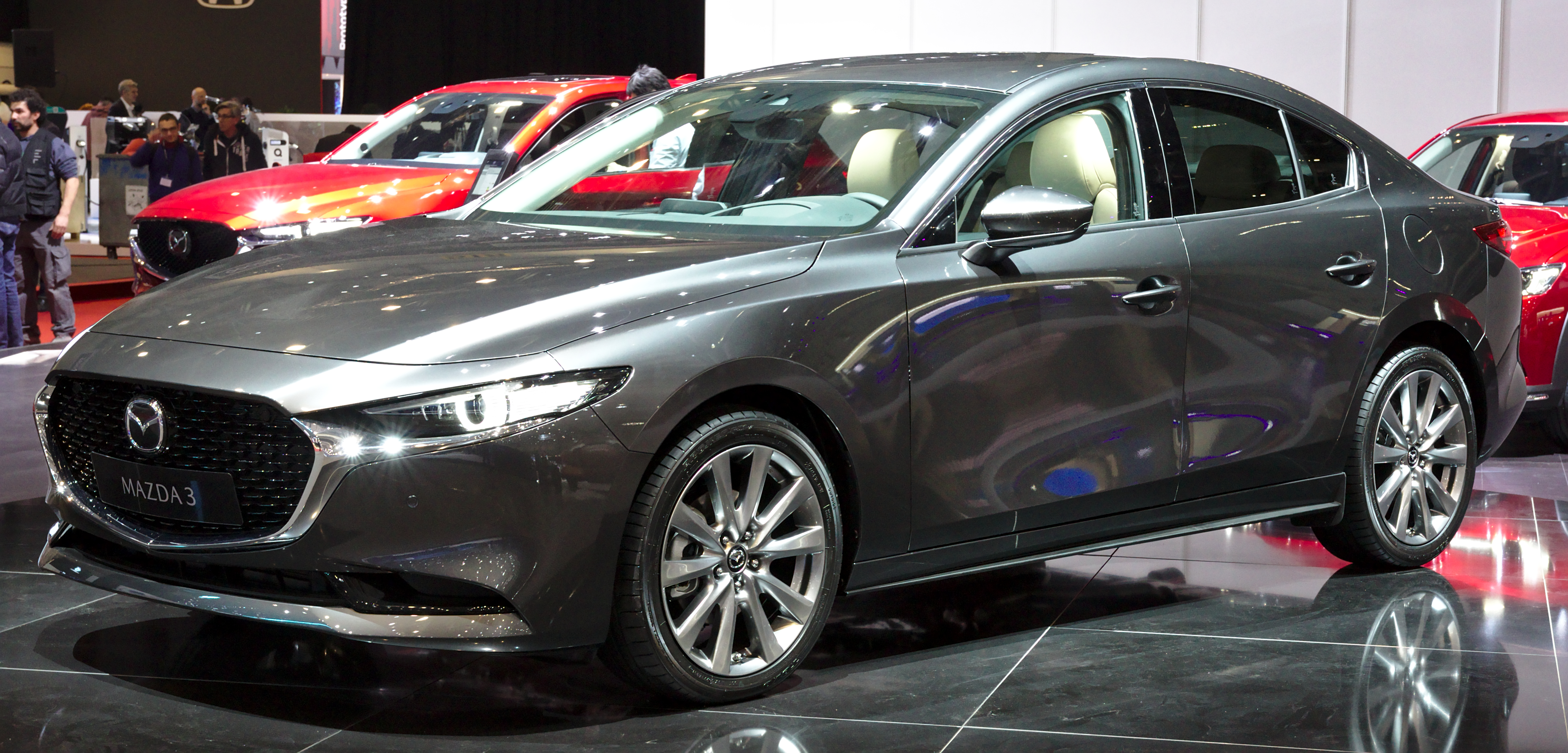
Sedan
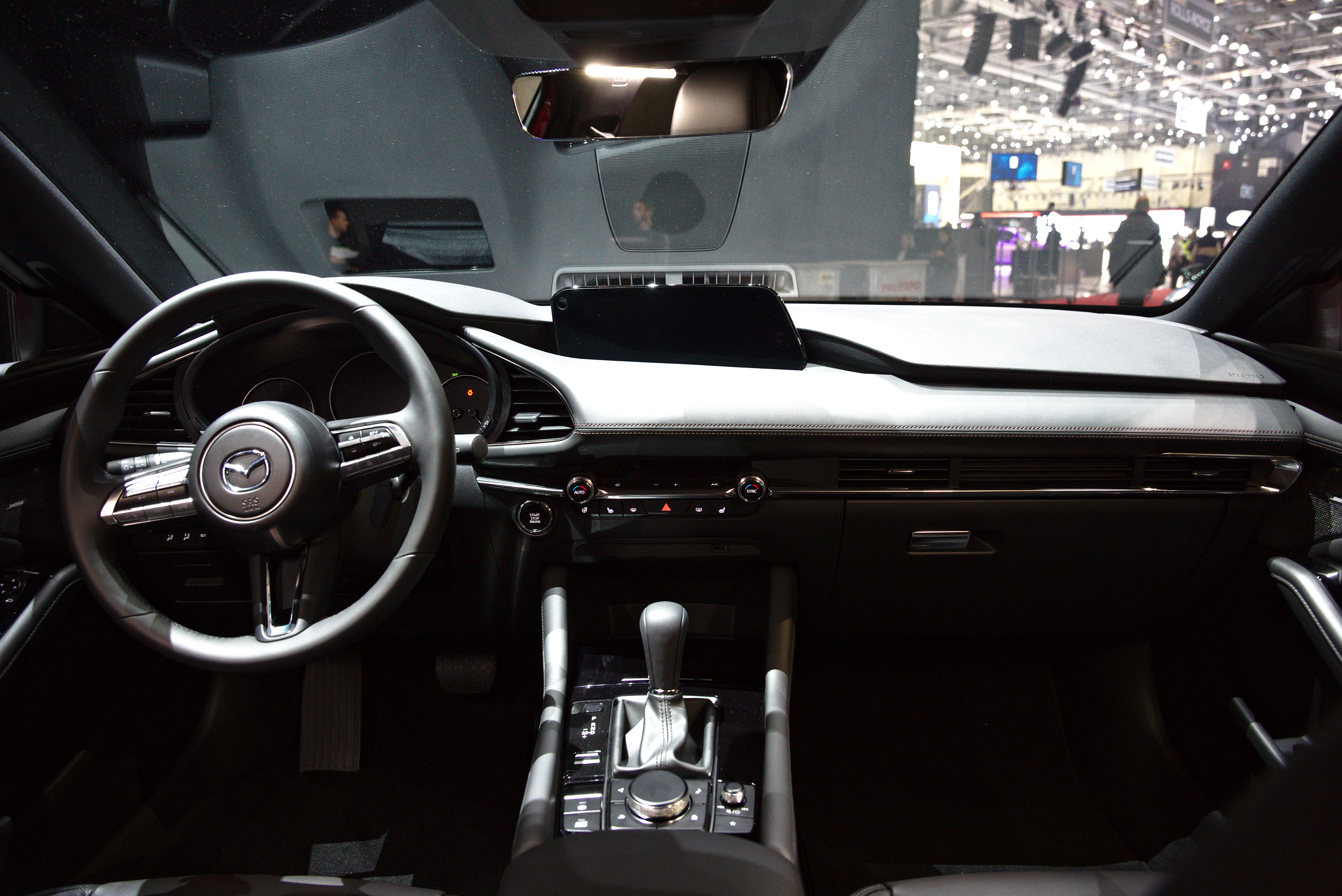
Interieur

### Uitvoeringen
De Mazda3 is beschikbaar als hatchback en sedan in de uitvoeringen Standaard, Comfort en Luxury.
Buiten de drie beschikbare uitvoeringen zijn er ook nog combinaties mogelijk zoals: Comfort met Bose, Comfort met Bose en leer en Luxury met I-Activsense pakket.

### Interieur en exterieur
Het interieur van de Mazda3 is beduidend anders dan van zijn voorgangers en is ontworpen met de 'less-is-more' benadering. Een 8,8-inch infotainmentscherm doet zijn intrede bij dit model, en ook de stoelen zijn zo ontworpen dat de bestuurder een comfortabelere, stabielere en gezondere houding heeft. De nieuwe Mazda3 is standaard uitgerust met een head-up display, radar cruise control en andere veiligheidssystemen.
Het exterieur van de Mazda3 is de volgende stap binnen het KODO-design van Mazda. De grille en achterlichten zijn geüpgraded en geven een nieuw aanzicht aan de auto. De aanwezige C-stijl geeft de auto volgens de fabrikant een dynamisch design, en zorgt ervoor dat de auto er vanuit elke hoek anders uitziet. 

### Motoren
| Benzinemotoren | Benzinemotoren | Benzinemotoren | Benzinemotoren | Benzinemotoren | Benzinemotoren         | Benzinemotoren | Benzinemotoren                 | Benzinemotoren |
| Model          | Cilinderinhoud | Vermogen       | Koppel         | Topsnelheid    | Acceleratie 0-100 km/h | Uitstoot       | Versnellingsbak                | Jaar           |
| -------------- | -------------- | -------------- | -------------- | -------------- | ---------------------- | -------------- | ------------------------------ | -------------- |
| Skyactiv-G 122 | 1998cm³        | 90kW/122pk     | 213Nm          | 197 km/h       | 10,4s                  | 117 g/km       | 6-versnellingen handgeschakeld | 2019-heden     |
| Skyactiv-G 122 | 1998cm³        | 90kW/122pk     | 213Nm          | 210 km/h       | 10,8s                  | 126 g/km       | 6-traps automaat               | 2019-heden     |
| Skyactiv-X 180 | 1998cm³        | 132kW/180pk    | 224Nm          | 216 km/h       | 8,2s                   | 96 g/km        | 6-versnellingen handgeschakeld | 2019-heden     |
| Skyactiv-X 180 | 1998cm³        | 132kW/180pk    | 224Nm          | 216 km/h       | 8,6s                   | 117 g/km       | 6-traps automaat               | 2019-heden     |

| Dieselmotoren  | Dieselmotoren  | Dieselmotoren | Dieselmotoren | Dieselmotoren | Dieselmotoren          | Dieselmotoren | Dieselmotoren                  | Dieselmotoren |
| Model          | Cilinderinhoud | Vermogen      | Koppel        | Topsnelheid   | Acceleratie 0-100 km/h | Uitstoot      | Versnellingsbak                | Jaar          |
| -------------- | -------------- | ------------- | ------------- | ------------- | ---------------------- | ------------- | ------------------------------ | ------------- |
| Skyactiv-D 116 | 1759cm³        | 85kW/116pk    | 270Nm         | 194 km/h      | 10,3s                  | 107 g/km      | 6-versnellingen handgeschakeld | 2019-heden    |
| Skyactiv-D 116 | 1759cm³        | 85kW/116pk    | 270Nm         | 192 km/h      | 12,1s                  | 121 g/km      | 6-traps automaat               | 2019-heden    |

## Derde generatie (Type BM, BN; 2013-2019)
In 2013 lanceerde Mazda de derde generatie van de Mazda3 (type BM), in eerste instantie alleen als hatchback. Later volgde ook de sedan. Na de CX-5 en de Mazda6 is dit het derde model dat is ontworpen volgens het nieuwe Kodo-design. Daarmee maakt deze generatie geen gebruik meer van Ford techniek. In 2017 kreeg het model een kleine facelift (type BN) die te herkennen valt aan een licht gewijzigde voorbumper. In het interieur werd een nieuw stuur geplaatst en de mechanische handrem werd ingeruild voor een elektrisch bediende handrem.
Motorisch maakt Mazda gebruik van zijn Skyactiv-G benzinemotoren en Skyactiv-D dieselmotoren. In tegenstelling tot veel andere fabrikanten, kiest Mazda ervoor om zijn benzinemotoren niet uit te rusten met een turbo. In plaats daarvan hebben de Skyactiv-G-motoren een compressieverhouding van 14:1, wat hoger is dan gebruikelijk. Dit moet zorgen voor een efficiëntere verbranding.

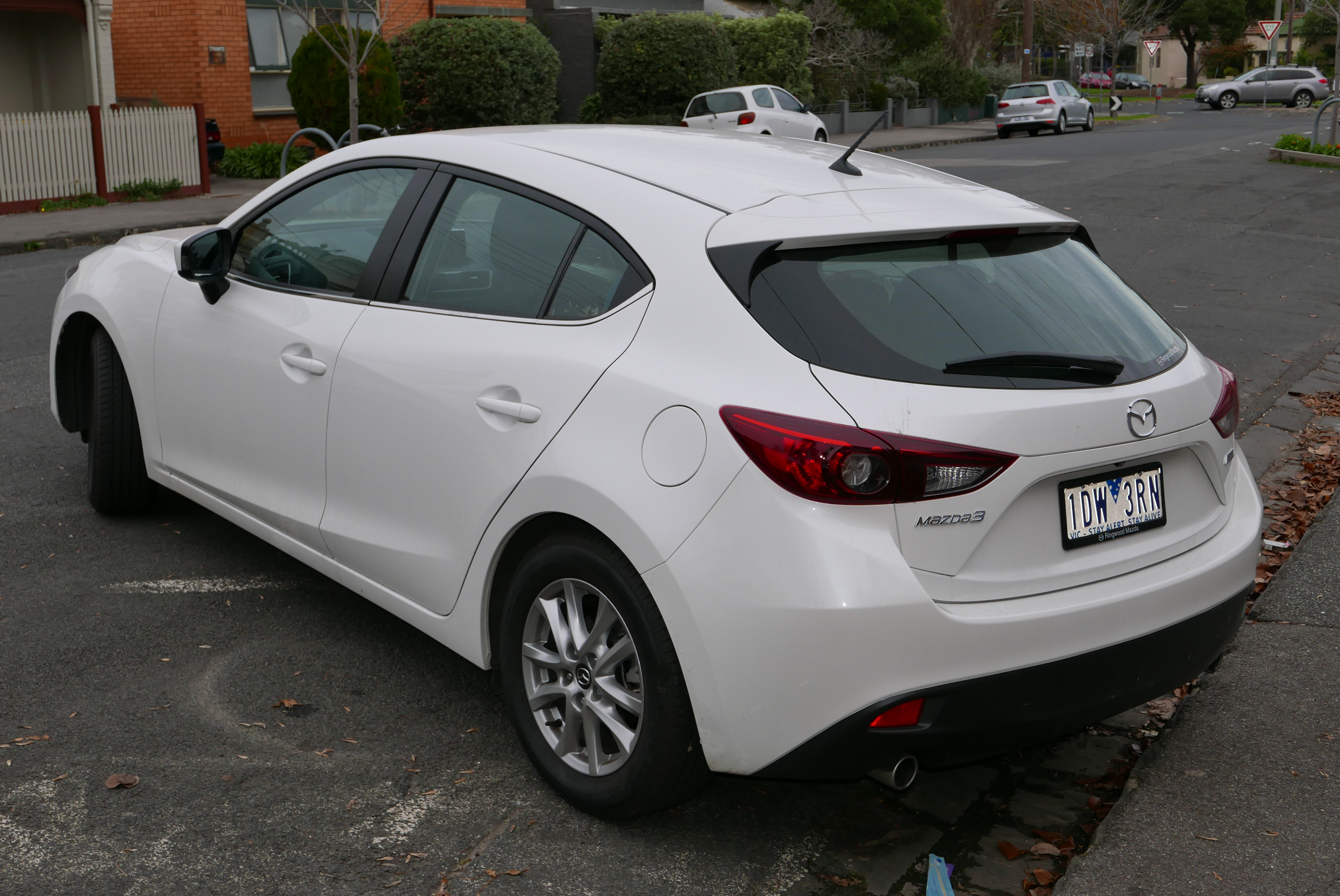
Achteraanzicht hatchback (BM)
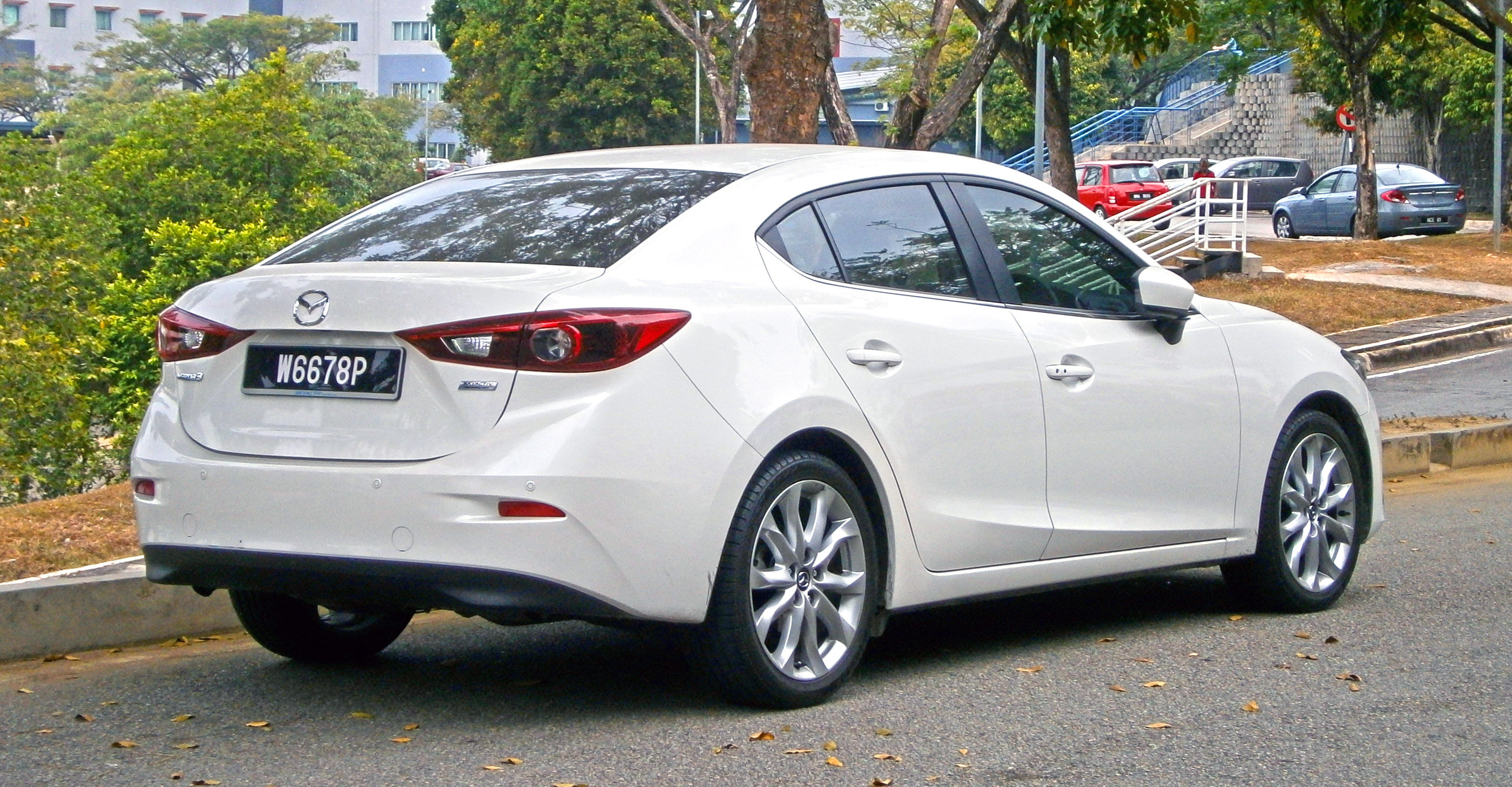
Achteraanzicht sedan (BM)
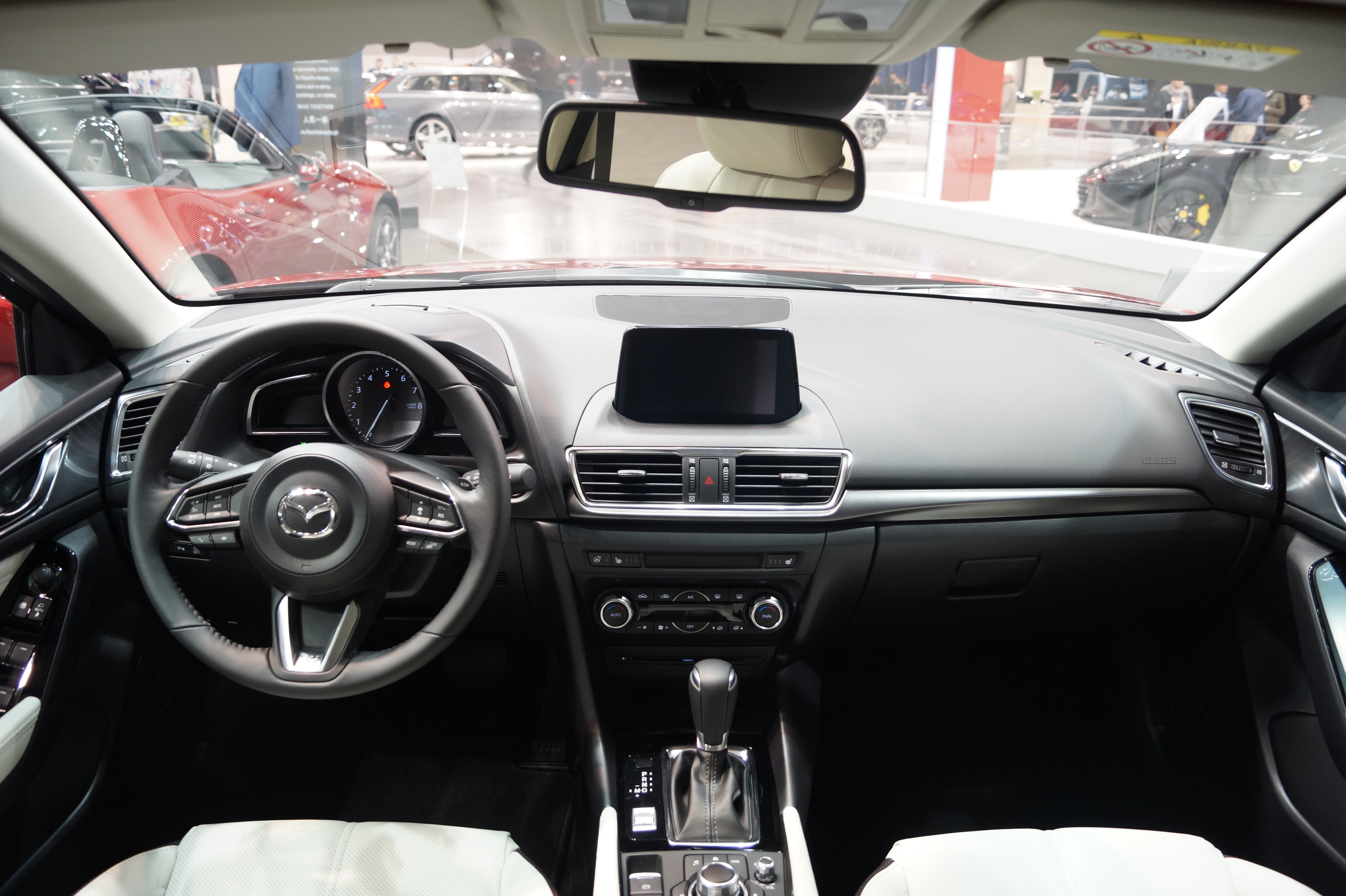
Interieur facelift (BN)

| Benzinemotoren | Benzinemotoren | Benzinemotoren | Benzinemotoren | Benzinemotoren | Benzinemotoren | Benzinemotoren         | Benzinemotoren | Benzinemotoren                 | Benzinemotoren |
| Model          | Type motor     | Cilinderinhoud | Vermogen       | Koppel         | Topsnelheid    | Acceleratie 0-100 km/h | Uitstoot       | Versnellingsbak                | Jaar           |
| -------------- | -------------- | -------------- | -------------- | -------------- | -------------- | ---------------------- | -------------- | ------------------------------ | -------------- |
| Skyactiv-G 100 | l4             | 1496cm³        | 74kW/100pk     | 150Nm          | 182 km/h       | 10,8s                  | 119 g/km       | 6-versnellingen handgeschakeld | 2013-2019      |
| Skyactiv-G 120 | l4             | 1998cm³        | 88kW/120pk     | 210Nm          | 195 km/h       | 8,9s                   | 119 g/km       | 6-versnellingen handgeschakeld | 2013-2019      |
| Skyactiv-G 120 | l4             | 1998cm³        | 88kW/120pk     | 210Nm          | 194 km/h       | 10,4s                  | 129 g/km       | 6-traps automaat               | 2013-2019      |
| Skyactiv-G 165 | l4             | 1998cm³        | 121kW/165pk    | 210Nm          | 210 km/h       | 8,2s                   | 135 g/km       | 6-versnellingen handgeschakeld | 2013-2019      |

| Dieselmotoren  | Dieselmotoren | Dieselmotoren  | Dieselmotoren | Dieselmotoren | Dieselmotoren | Dieselmotoren         | Dieselmotoren | Dieselmotoren                  | Dieselmotoren |
| Model          | Type Motor    | Cilinderinhoud | Vermogen      | Koppel        | Topsnelheid   | Acceleratie 0-100km/h | Uitstoot      | Versnellingsbak                | Jaar          |
| -------------- | ------------- | -------------- | ------------- | ------------- | ------------- | --------------------- | ------------- | ------------------------------ | ------------- |
| Skyactiv-D 105 | l4            | 1498cm³        | 77kW/105pk    | 270Nm         | 185 km/h      | 11,0s                 | 99 g/km       | 6-versnellingen handgeschakeld | 2016          |
| Skyactiv-D 105 | l4            | 1498cm³        | 77kW/105pk    | 270Nm         | 181 km/h      | 11,6s                 | 114 g/km      | 6-traps automaat               | 2016          |
| Skyactiv-D 150 | l4            | 2191cm³        | 110kW/150pk   | 380Nm         | 210 km/h      | 8,1s                  | 107 g/km      | 6-versnellingen handgeschakeld | 2013-2019     |
| Skyactiv-D 150 | l4            | 2191cm³        | 110kW/150pk   | 380Nm         | 201 km/h      | 9,0s                  | 127 g/km      | 6-traps automaat               | 2013-2019     |

## Prijzen
- EuroNCAP 2019- Mazda3 heeft de maximale score van vijf sterren behaald bij de veiligheidstest voor auto's.
- Reddot Design Award 2019 - Red Dot: Best of the Best', internationaal erkende prijs voor uitmuntend productdesign.

## Mazda Kai Concept

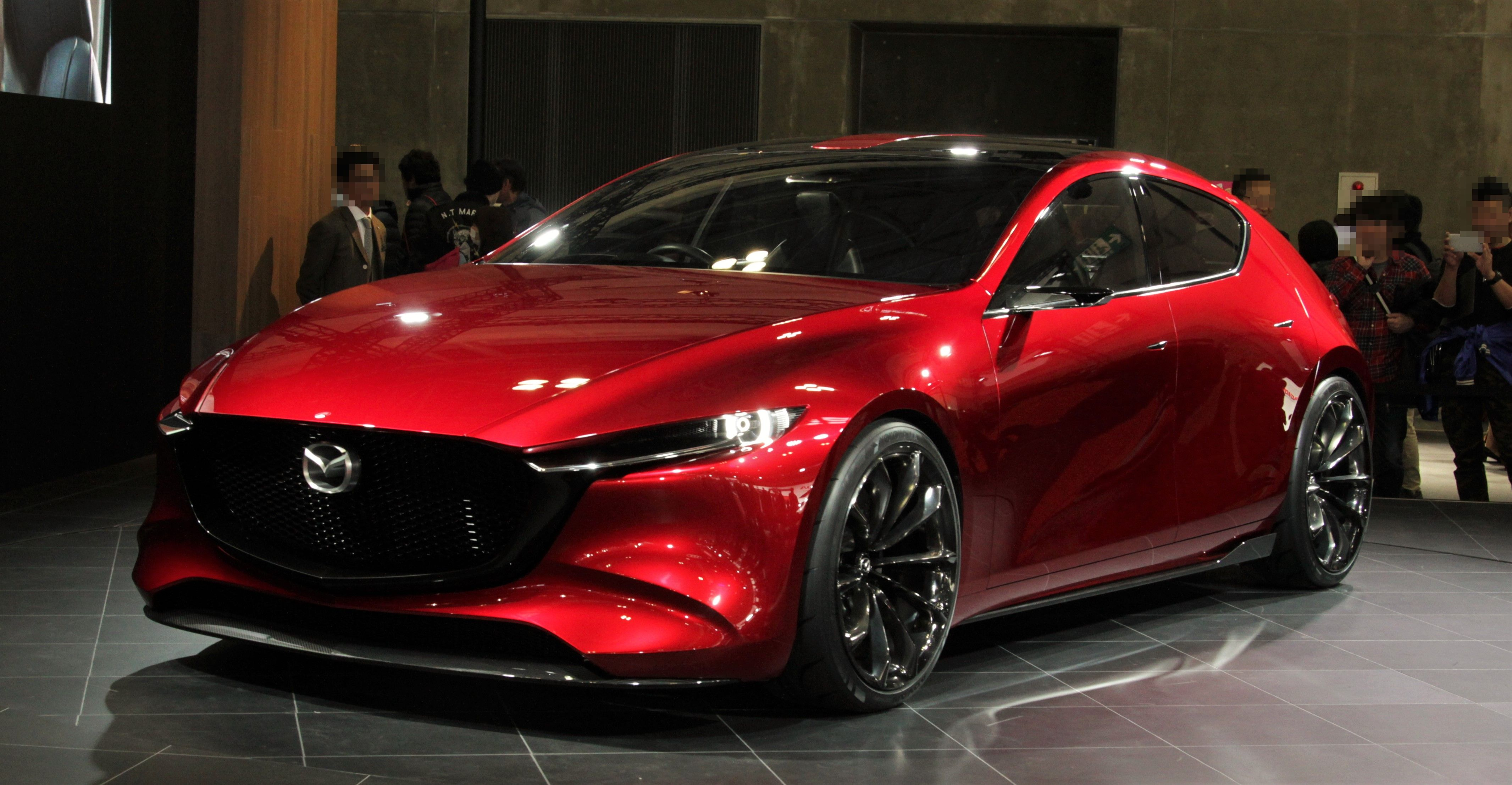
Mazda Kai Concept

Dit concept symboliseert de toekomstige visie van Mazda en kan worden beschouwd als de voorloper van een compleet nieuwe generatie aan modellen. De nauwelijks zichtbare overgang tussen licht en schaduw op dit model, is wat de Kai Concept volgens Mazda bijzonder maakt. De karakteristieke vorm en de stoere look zorgen ervoor dat er een bundeling van kracht en schoonheid ontstaat. Kortom, het design van deze concept car creëert een levendig geheel.
Ondanks de verwachtingen zal deze concept car geen elektrische aandrijflijn hebben, maar uitgerust zijn met de nieuwste Skyactiv techniek: Skyactiv-X. Buiten de motor zal deze concept car ook over de nieuwste techniek beschikken.
Concept-modellen:
Furai
Huidige modellen in Nederland:
2 ·
3 ·
6 ·
CX-3 ·
CX-30 ·
MX-30 ·
CX-5 ·
MX-5 ·
Huidige modellen internationaal:
BT-50 ·
Carol ·
CX-4 ·
CX-9 ·
E-Series ·
Scrum ·
Spiano ·
Titan ·
1960-1969
1000/1300 ·
1500 ·
B-Series ·
Carol ·
Cosmo ·
E360 ·
E-Series ·
R130 ·
R360
1970-1979
323 ·
626 ·
929 ·
Roadpacer ·
RX-2 ·
RX-3 ·
RX-4 ·
RX-5 ·
RX-7
1980-1989
121 ·
MPV ·
MX-6 ·
1990-1999
AZ-Offroad ·
AZ-Wagon ·
Demio ·
Laputa ·
MX-3 ·
Navajo ·
Premacy ·
Xedos 6 ·
Xedos 9
2000-2009
5 ·
Biante ·
CX-7 ·
RX-8 ·
Spiano ·
Tribute ·
Verisa ·